# Karin Yeşilada
Karin Yeşilada (* 1965 in Hanau) ist eine deutsche Germanistin, Literaturkritikerin und Moderatorin.
Als Tochter einer Deutschen und eines Türken in Deutschland geboren, studierte sie Germanistik, Anglistik, Pädagogik und Italianistik in Marburg, London und München. Ihre literaturwissenschaftliche Dissertation Poesie der dritten Sprache – Deutsch-türkische Migrationsliteratur der zweiten Generation erschien 2012 im Tübinger Stauffenburg Verlag. Yeşilada ist hauptberuflich Dozentin für interkulturelle Literaturwissenschaft und lehrte u. a. an den Universitäten in Marburg, Istanbul, Köln, München, Paderborn und Bochum. Sie gilt als eine langjährige Expertin der türkisch-deutschen Literatur mit zahlreichen Fachartikeln in deutscher und englischer Sprache. Zusammen mit dem englischen Germanisten Tom Cheesman gab sie die jeweils ersten Autorenbände zu Zafer Şenocak (2003) und Feridun Zaimoğlu (2012) heraus. Sie schrieb etliche Einträge zu türkisch-deutschen Autoren wie z. B. Zafer Şenocak, Feridun Zaimoğlu oder Kemal Kurt für führende Lexika zur Gegenwartsliteratur (u. a. Kindlers Literaturlexikon, Killy Literaturlexikon, Kritisches Lexikon zur deutschsprachigen Gegenwartsliteratur KLG) und mehrere Fachartikel zum türkisch-deutschen Kino. Zurzeit ist sie an der Ruhr-Universität Bochum tätig. 
In der Vergangenheit war sie Lektorin des Deutschen Akademischen Austauschdienstes an der Marmara-Universität in Istanbul (1995–2000), Verlagslektorin im Münchner Babel Verlag Bülent Tulay (2001–2002), sowie freiberufliche Literaturkritikerin bei RadioFunkhaus Europa des Westdeutschen Rundfunks (2005–2008). Neben ihrer wissenschaftlichen Arbeit ist Yeşilada auch journalistisch tätig. So schrieb sie in den 1990er Jahren Autoreninterviews und Kolumnen für überregionale Printmedien wie Süddeutsche Zeitung, Tagesspiegel oder taz/intertaz, und schreibt weiterhin Rezensionen zur Belletristik. Außerdem publiziert sie regelmäßig für online-Portale wie z. B. Dossiers der Heinrich-Böll-Stiftung und migrazine. Seit 2015 schreibt sie Theaterkritiken für nachtkritik.de Häufig tritt Karin Yeşilada auch als mehrsprachige Veranstaltungsmoderatorin bei Lesungen und Literaturfestivals auf, wie etwa beim Essener Festival Literatürk.